# Colonie pénitentiaire no 3
La colonie pénitentiaire no 3, dénommée officiellement FKU colonie pénitentiaire no 3 du service fédéral de l’exécution des peines de Russie pour l'Okroug autonome de Iamalo-Nénétsie ou FKU IK-3 (en russe : ФКУ Исправительная колония №3 УФСИН России по Ямало-Ненецкому автономному округу, FKU Ispravitel'naya koloniya №3 UFSIN Rossii po Yamalo-Nenetskomu avtonomnomu okrugu) et surnommée Loup polaire (en russe : Полярный волк, Polyarnyy volk), est une colonie pénitentiaire (en) russe à sécurité maximum pour hommes située dans la localité de Kharp, dans l'okroug urbain de Labytnangui, dans le district autonome de Iamalo-Nénétsie et dans le district fédéral de l'Oural.  
La colonie est administrée par le service fédéral de l’exécution des peines (en) du ministère russe de la Justice. Sa capacité d'accueil officielle est de 1 085 détenus mais pourrait être de 1 050 selon d'autres sources.
Elle est connue pour être le dernier lieu d'incarcération et le lieu de décès de l'avocat et activiste russe Alexeï Navalny,,.

## Histoire
La colonie pénitentiaire est fondée le 21 août 1961 sur les installations d'un ancien camp de travaux forcés du goulag, le camp de travail 501 destiné à la construction du chemin de fer Salekhard-Igarka. Les premiers bâtiments sont construits en 1962 et d'autres bâtiments sont construits progressivement,,,. La colonie est initialement connue sous le nom de « YATs-34/3 ».
Jusqu'en 1970, les détenus incarcérés dans la colonie travaillent dans des carrières de sable et de gravier destiné au remblayage de la voie ferrée.
En 2013, la Cour européenne des droits de l’homme statue sur le fait que la Russie a violé l'article 8 de la convention européenne des droits de l’homme dans le cadre des conditions de détention de Platon Lebedev et de Mikhaïl Khodorkovski.

## Description
La colonie est située dans la localité de Kharp, à 3 000 km au nord-est de Moscou, à 60 km au nord du cercle arctique. Elle est parfois considérée comme étant l'une des colonies pénitentiaires « les plus septentrionales et éloignées » de Russie et comme une prison dont il est impossible de s'évader. La colonie est entourée par des centaines de kilomètres de toundra et par des montagnes de l'Oural polaire (en),. La température peut y descendre en dessous de −30 °C voir −40 °C, l'hiver durant plus de 200 jours par an. Se rendre dans la colonie peut parfois nécessiter un voyage qui dure plus de 48 heures.
La colonie dispose d'une blanchisserie, d'une cantine, d'une caserne de pompiers et d'une église, tous ces bâtiments ayant été construits par les détenus.
Elle a notamment été conçue selon les critères d’emprisonnement issus du pouvoir politique pour l'incarcération de dangereux détenus récidivistes, des condamnés à perpétuité et des opposants politiques,.
Même si elle n'est pas considérée comme une « colonie à régime spécial », contrairement à sa voisine la colonie pénitentiaire no 18 (« Hibou polaire ») (en), les conditions de détention dans la colonie no 3 sont axées sur une incarcération des détenus en isolement maximum. Des témoignages d'anciens détenus de la colonie mentionnent également un environnement particulièrement dur, des conditions de vie épouvantables, des brutalités physiques et psychologiques, ainsi que les tortures qu'ils ont subies,. La situation de la colonie a été relevée dans plusieurs rapports des autorités russes qui ont négligemment noté des manquements aux règles sanitaires ou de sécurité incendie.
Les détenus sont incarcérés à deux ou quatre dans de petites cellules et n'ont droit qu'à trois visites de leurs proches par an. Ils sont également mal nourris et l'accès aux soins y est quasiment inexistant. Certains détenus peuvent en outre être placés en isolement total (le « Shizo ») sous un régime d'emprisonnement encore plus strict.

## Détenus notables
- Alexeï Navalny, de décembre 2023 à sa mort le 16 février 2024
- Platon Lebedev, incarcéré pendant 8 ans dans le cadre de l'affaire IOUKOS[11]
- Sergueï Tchesnokov (en)[11]
- Mikhaïl Khodorkovski[9]

## Événements notables
Alexeï Navalny, avocat et activiste russe, est incarcéré dans la colonie en décembre 2023 et y décède le 16 février 2024,,. Son corps, initialement introuvable à la suite de son décès, est finalement retrouvé deux jours plus tard dans un hôpital de Salekhard,. À la suite de la mort d'Alexeï Navalny, les autorités britanniques prononcent des sanctions contre le directeur de la colonie pénitentiaire et de cinq de ses adjoints qui sont tous visés par des interdictions de séjour au Royaume-Uni et de potentiels gels de leurs avoirs,.